# Eidgenössische Volksinitiative «Für den Schutz vor Waffengewalt»
Die eidgenössische Volksinitiative «Für den Schutz vor Waffengewalt» war eine schweizerische Volksinitiative, die 2007 von verschiedenen Organisationen lanciert und über die am 13. Februar 2011 abgestimmt wurde. Die Initiative wurde mit 56,3 % Nein-Stimmen abgelehnt.

## Initiative
Vom 4. September 2007 bis zum 23. Februar 2009 sammelten rund 70 Organisationen 106'037 gültige Unterschriften, wodurch die Volksinitiative zustande kam. Sie wollte den Art. 107 der Bundesverfassung Waffen und Kriegsmaterial streichen und einen neuen Artikel 118a Schutz vor Waffengewalt schaffen, der den Waffenbesitz eingeschränkt hätte. Dies hätte dann in der Folge eine Revision des Waffengesetzes erfordert.
Die Initiative wurde am 13. Februar 2011 dem Volk und den Ständen unterbreitet. Sie wurde mit 56,3 Prozent der Stimmen abgelehnt. Sechs der 26 Kantone (die französischsprachigen Kantone Genf, Waadt, Jura und Neuenburg sowie die beiden deutschsprachigen Kantone Basel-Stadt und Zürich) waren mehrheitlich für die Vorlage. Die Stimmbeteiligung lag bei verhältnismässig hohen 48,8 Prozent.

### Wortlaut
Die Volksinitiative hatte folgenden Inhalt:
Art. 107 Sachüberschrift und Abs. 1
Kriegsmaterial
1 Aufgehoben
Art. 118a (neu) Schutz vor Waffengewalt
1 Der Bund erlässt Vorschriften gegen den Missbrauch von Waffen, Waffenzubehör und Munition. Dazu regelt er den Erwerb, den Besitz, das Tragen, den Gebrauch und das Überlassen von Waffen, Waffenzubehör und Munition.
2 Wer Feuerwaffen und Munition erwerben, besitzen, tragen, gebrauchen oder überlassen will, muss den Bedarf dafür nachweisen und die erforderlichen Fähigkeiten mitbringen. Das Gesetz regelt die Anforderungen und die Einzelheiten, insbesondere für:
a. Berufe, bei denen sich der Bedarf aus der Aufgabe ergibt;
b. den gewerbsmässigen Handel mit Waffen;
c. das Sportschützenwesen;
d. die Jagd;
e. das Sammeln von Waffen.
3 Besonders gefährliche Waffen, namentlich Seriefeuerwaffen und Vorderschaftrepetierflinten (Pump Action), dürfen nicht zu privaten Zwecken erworben und besessen werden.
4 Die Militärgesetzgebung regelt den Gebrauch von Waffen durch die Angehörigen der Armee. Ausserhalb des Militärdienstes werden die Feuerwaffen der Angehörigen der Armee in gesicherten Räumen der Armee aufbewahrt. Angehörigen der Armee dürfen beim Ausscheiden aus der Armee keine Feuerwaffen überlassen werden. Das Gesetz regelt die Ausnahmen, namentlich für lizenzierte Sportschützen.
5 Der Bund führt ein Register für Feuerwaffen.
6 Er unterstützt die Kantone bei Aktionen zum Einsammeln von Feuerwaffen.

## Parolen
Das Volksbegehren wurde von der SP, den Grünen, den Grünliberalen, der EVP und der CSP unterstützt. Die Parteien CVP, BDP, FDP und SVP waren gegen die Initiative.
Der Bundesrat und das Parlament lehnten die Vorlage ab.

## Argumentation
Die Regierung und das Parlament waren gegen die Initiative, weil sie das bestehende Waffengesetz für ausreichend hielten und speziell im Bereich Ordonnanzwaffen bereits zahlreiche Massnahmen zur Missbrauchsbekämpfung ergriffen worden seien. Ausserdem argumentierten die Gegner, die Annahme der Initiative hätte einen Vertrauensbruch zwischen Staat und Bürgern bedeutet. Die Befürworter der Initiative, darunter die Schweizer Ärztevereinigung Foederatio Medicorum Helveticorum (FMH) und zahlreiche Suizidpräventionsorganisationen, hielten dem entgegen, dass mit der Initiative zahlreiche Menschenleben hätten gerettet werden können.

### Kontroverse um Selbstmorde mit Waffen
Im Vorfeld der Abstimmung kam es insbesondere um den Anteil der Armeewaffen, die bei Selbstmorden benutzt werden, zu einer öffentlichen Kontroverse. Nach verschiedenen Studien wurden über 40 Prozent der Schusswaffensuizide mit Armeewaffen verübt. Das Bundesamt für Gesundheit (BAG) kam aufgrund der Auswertung von vier wissenschaftlichen Studien auf einen Wert von 49 Prozent.
Das Bundesamt für Statistik gab an, dass 9 Prozent der Schusswaffensuizide im Jahr 2009 mit Armeewaffen (Sturmgewehr und Armeepistole) verübt worden seien. Um diese Angabe entstand eine Kontroverse, da die Zuordnung der Waffen zu den verschiedenen Kategorien nicht schlüssig erschien, und auch das Bundesamt für Statistik selbst wies in einem Dokument auf die limitierte Vollständigkeit und Qualität der Angaben hin.

## Einfluss auf die Gesetzgebung
Im Vorfeld der Abstimmung beschlossen Bundesrat und Parlament verschiedene Verschärfungen im Umgang mit Armeewaffen, die auf Anfang 2010 in Kraft traten:
- Die Taschenmunition wird den Soldaten nicht mehr nach Hause mitgegeben.
- Auf eigenen Wunsch können Armeeangehörige ihre Dienstwaffe kostenlos und ohne Angabe von Gründen im Zeughaus deponieren. Es braucht dafür kein Gesuch mehr.
- Soldaten, die ihre Dienstwaffe nach Abschluss der Militärdienstpflicht behalten wollen, brauchen dafür einen Waffenerwerbsschein.
- Es wird eine Meldepflicht für Behörden, Ärzte und Psychologen eingeführt, die Anzeichen feststellen, dass ein Armeeangehöriger sich selbst oder andere mit seiner Waffe gefährden könnte.

## Ergebnisse

Nur in den sechs Kantonen Basel-Stadt, Zürich, Genf, Neuenburg, Waadt und Jura wurde die Initiative angenommen.

| Kanton                           | Ja (%) | Nein (%) | Beteiligung (%) |
| -------------------------------- | ------ | -------- | --------------- |
| Zürich                           | 50,4   | 49,6     | 49,6            |
| Bern                             | 40,6   | 59,4     | 52,6            |
| Luzern                           | 40,1   | 59,9     | 50,2            |
| Uri                              | 29,4   | 70,6     | 43,5            |
| Schwyz                           | 29,1   | 70,9     | 51,3            |
| Obwalden                         | 28,1   | 71,9     | 53,9            |
| Nidwalden                        | 31,2   | 68,8     | 52,6            |
| Glarus                           | 30,2   | 69,8     | 41,7            |
| Zug                              | 42,8   | 57,2     | 53,6            |
| Freiburg                         | 41,1   | 58,9     | 46,6            |
| Solothurn                        | 35,0   | 65,0     | 48,8            |
| Basel-Stadt                      | 58,9   | 41,1     | 49,0            |
| Basel-Landschaft                 | 45,2   | 54,8     | 49,8            |
| Schaffhausen                     | 39,0   | 61,0     | 64,6            |
| Appenzell Ausserrhoden           | 37,8   | 62,2     | 51,7            |
| Appenzell Innerrhoden            | 27,7   | 72,3     | 44,4            |
| St. Gallen                       | 39,2   | 60,8     | 47,8            |
| Graubünden                       | 35,0   | 65,0     | 44,1            |
| Aargau                           | 38,6   | 61,4     | 46,4            |
| Thurgau                          | 34,5   | 65,5     | 49,7            |
| Tessin                           | 36,5   | 63,5     | 44,3            |
| Waadt                            | 53,7   | 46,3     | 49,3            |
| Wallis                           | 38,1   | 61,9     | 50,8            |
| Neuenburg                        | 53,2   | 46,8     | 46,8            |
| Genf                             | 61,0   | 39,0     | 47,8            |
| Jura                             | 52,0   | 48,0     | 39,2            |
| Schweizerische Eidgenossenschaft | 43,7   | 56,3     | 48,8            |